# Āghcheh Gonbad (ort i Iran)
Āghcheh Gonbad (persiska: آغجِه كَند, آغجِه گُنبَد, آغچه گنبد, Āghjeh Kand) är en ort i Iran.   Den ligger i provinsen Kurdistan, i den nordvästra delen av landet, 300 km väster om huvudstaden Teheran. Āghcheh Gonbad ligger 1 476 meter över havet och antalet invånare är 157.
Terrängen runt Āghcheh Gonbad är platt åt nordost, men åt sydväst är den kuperad. Āghcheh Gonbad ligger nere i en dal.Runt Āghcheh Gonbad är det ganska glesbefolkat, med 23 invånare per kvadratkilometer. Närmaste större samhälle är Choghūr Qeshlāq, 8,5 km söder om Āghcheh Gonbad. Trakten runt Āghcheh Gonbad består i huvudsak av gräsmarker.